# Christian-Petru Ciochirca

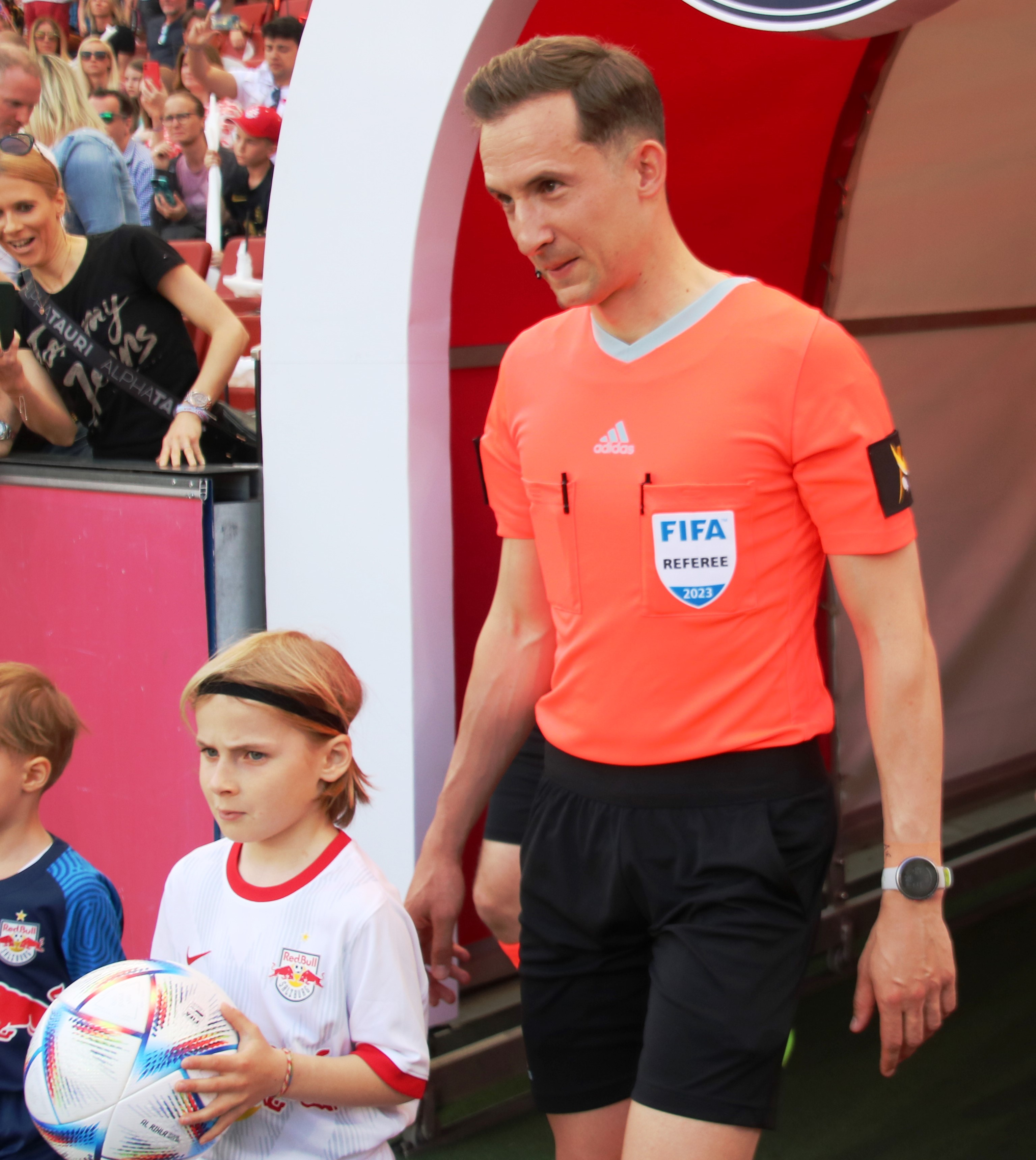
Christian-Petru Ciochirca (2023)

Christian-Petru Ciochircă (* 20. Juni 1989 in Bukarest, Sozialistische Republik Rumänien) ist ein österreichischer Fußballschiedsrichter. Seit der Saison 2017/18 leitet er Spiele in der Österreichischen Bundesliga, seit 2020 ist er auch bei der FIFA gelistet.

## Werdegang

### National
Ciochirca spielte in seiner Jugend American Football und kam 2004 über einen Zeitungsbericht zum Fußball und zur Schiedsrichterei. Zur Saison 2014/15 begann er Spiele in Österreichs zweithöchster Spielklasse zu leiten, bevor ihm 2017 der Aufstieg – als damals jüngstes Mitglied des Kaders – in die Fußball-Bundesliga gelang. Sein Debüt in der höchsten Liga gab er am 14. Oktober 2017 bei der Begegnung zwischen dem SCR Altach und Admira Wacker. Seit der Einführung des Videobeweises in Österreichs Topligen ist Ciochirca auch als Videoschiedsrichter (VAR) tätig. Im Anschluss an die Spielzeit 2023/24 erhielt er den „Bruno“ als bester Schiedsrichter der Saison.

### International
Zum Jahresbeginn 2020 wurde er durch den ÖFB für die FIFA-Liste gemeldet, was ihn zur Leitung internationaler Partien berechtigt. Sein erster Einsatz in dieser Funktion verzeichnete er im März 2020 bei einem Freundschaftsspiel der Österreichischen U-19-Fußballnationalmannschaft gegen die U19 der Slowakei. Sein erster internationaler Einsatz im Herrenbereich und zugleich auch sein erstes A-Länderspiel folgte im Oktober desselben Jahres bei einer Testpartie zwischen Japan und Panama. Für die U-17-EM 2022 in Israel wurde er von der UEFA als Schiedsrichter berufen und nach drei Spielleitungen in der Gruppenphase sowie einer im Viertelfinale auch mit der Leitung des Finales zwischen Frankreich und den Niederlanden betraut (Endstand 2:1). Er war damit 26 Jahre nach Günter Benkö und Konrad Plautz der erste österreichische Fußballschiedsrichter in einem internationalen Endspiel.

## Privates
Ciochirca wurde in Bukarest, im damals sozialistischen Rumänien, geboren und kam als Kind in die Steiermark. Hauptberuflich ist er als Übersetzer und Dolmetscher tätig. Er lebt in Graz und ist Vater einer Tochter.

## Auszeichnungen
Im Rahmen der 28. Bruno-Gala wurde er 2024 als Schiedsrichter der Saison ausgezeichnet.